# Villaverla
Villaverla ist eine nordostitalienische Gemeinde (comune) mit 5971 Einwohnern (Stand 31. Dezember 2023) in der Provinz Vicenza in Venetien. Die Gemeinde liegt etwa 12 Kilometer nordwestlich von Vicenza am Timonchio. 

## Gemeindepartnerschaften
- Tuglie, Provinz Lecce

## Persönlichkeiten
- Elia Dalla Costa (1872–1961), Kardinal

## Verkehr
Durch die Gemeinde führt die Autostrada A31 sowie die frühere Strada statale 349 di Val d’Assa e Pedemontana Costo (heute: Provinzstraße). Gemeinsam mit dem Nachbarort Montecchio Precalcino besteht ein Bahnhof an der Bahnstrecke von Vicenza nach Schio. 